# Chapmanina
Chapmanina es un género de foraminífero bentónico de la familia Chapmaninidae, de la superfamilia Rotalioidea, del suborden Rotaliina y del orden Rotaliida. Su especie tipo es Chapmanina gassinensis. Su rango cronoestratigráfico abarca desde el Luteciense (Eoceno medio) hasta el Tortoniense (Mioceno medio).

## Clasificación
Chapmanina incluye a las siguientes especies:
- Chapmanina aegyptiensis †
- Chapmanina conjuncta †
- Chapmanina galea †
- Chapmanina gassinensis †